# Levymanus dezfulensis
Espèce
Levymanus dezfulensis est une espèce d'araignées aranéomorphes de la famille des Palpimanidae.

## Distribution
Cette espèce est endémique du Khouzistan en Iran,. Elle se rencontre vers Dezfoul.

## Description
La femelle holotype mesure 3,65 mm.

## Étymologie
Son nom d'espèce, composé de dezful et du suffixe latin -ensis, « qui vit dans, qui habite », lui a été donné en référence au lieu de sa découverte, Dezfoul.

## Publication originale
- Zamani & Marusik, 2020 : « New species of Filistatidae, Palpimanidae and Scytodidae (Arachnida: Araneae) from southern Iran. » Acta Arachnologica, vol. 69, no 2, p. 121-126 (texte intégral).